# Jeong Se-woon
Jeong Se-woon (en hangul, 정세운; Masan, 31 de mayo de 1997) es un cantante y compositor surcoreano firmado por Starship Entertainment.

## Carrera
La primera aparición pública de Jeong fue en 2013, como concursante de la tercera temporada de K-pop Star. Pasó la primera ronda de audiciones con una interpretación de su canción original titulada "Mom, Wait a Minute" (엄마 잠깐만?, Eomma JamkkanmanRR). Uno de los jueces del programa, el fundador y ex CEO de JYP Entertainment, Park Jin-young, elogió la forma musical de la canción y lo comparó con Akdong Musician, quienes fueron los ganadores de la segunda temporada de K-pop Star. A partir de la tercera ronda, compitió como parte del dúo Something (coreano: 썸띵) con su compañero concursante Kim Ah-hyeon. El dúo llegó a la final pero fue eliminado durante la primera ronda de presentaciones en vivo. En julio de 2014, tres meses después de que concluyera el programa, Jeong firmó un contrato con Starship Entertainment.
En el 2017, representó a Starship Entertainment en Produce 101 Season 2 junto con el aprendiz Lee Gwang-hyun.  Se convirtió en parte del Top 20, pero fue eliminado durante la final, luego de ocupar el puesto 12 en general con 769,859 votos.  Después del programa, el 1 de agosto, se informó que había comenzado a prepararse para su debut en solitario.
Jeong debutó como solista el 31 de agosto, con su primer EP titulado Ever, que alcanzó el puesto número dos en la lista de álbumes de Gaon después de vender 23 438 copias en su primera semana. El EP contiene seis canciones, incluidas sus composiciones originales "Miracle" y "Never Mind", así como la canción principal "Just U", con el rapero Sik-K. "Just U" alcanzó el puesto número ocho y tuvo más de 59 790 descargas digitales durante la primera semana de ventas.
Su segundo EP, Pt. 2 After fue lanzado en enero de 2018.  La canción principal del álbum era "Baby It's U" y el álbum contenía la canción autoproducida "Close Over". Jeong también realizó su primer concierto Ever: After en 2018.
El 23 de junio, se confirmó que Jeong haría su regreso de verano con su primer álbum de estudio 24 Part.1 el 14 de julio. Jeong participó en la escritura y producción del álbum, y el álbum mostró un crecimiento musical sin dejar de retener el estilo musical de Jeong.

## Discografía

### Álbumes de estudio
| Título              | Detalles | Posiciones máximas del gráfico | Ventas         |
| Título              | Detalles | KOR                            | Ventas         |
| ------------------- | --- | ------------------------------ | -------------- |
| 24 Part 1           | - Lanzamiento: 14 de julio de 2020 - Disquera: Starship Entertainment - Formatos: CD, descarga digital Track listing 1. "Say Yes" 2. "Don't Know" 3. "Horizon" 4. "Beeeee" 5. "O" (동그라미) 6. "새벽별"                                         | 12                             | - KOR: 285.000 |
| 24 Part 2           | - Lanzamiento: 6 de enero de 2021 - Disquera: Starship Entertainment - Formatos: CD, descarga digital Track listing 1. "M (mind)" 2. "Fine" 3. "Find You" 4. "In the Dark" 5. "DoDoDo" 6. "Be a fool"                                            | 12                             | - KOR: 8.323   |
| Where is my Garden! | - Lanzamiento: 12 de mayo de 2022 - Disquera: Starship Entertainment - Formatos: CD, descarga digital Track listing 1. "Garden" 2. "10 minutes" 3. "Nerdy" 4. "Roller Coaster" 5. "Book" 6. "Pull me down"                                       | 9                              | - KOR:         |
| Quiz                | - Lanzamiento: 4 de enero de 2024 - Disquera: Starship Entertainment - Formatos: CD, descarga digital Track listing 1. "Quiz" 2. "Singer-songwridol" 3. "Sharpie" 4. "Perfectly" 5. "Glow in the snow" 6. "Always" 7. "You are with me!" 8. "17" | 6                              | - KOR:         |
| BRUT                | - Lanzamiento: 15 de mayo de 2025 - Disquera: Cam With Us - Formatos: CD, descarga digital Track listing 1. "그저 그런 하루에게" 2. "Goodbye" 3. "Eternally" 4. "Lake" 5. "나란히"                                                               | -                              | - KOR:         |
| BRUT                | - Lanzamiento: 15 de mayo de 2025 - Disquera: Cam With Us - Formatos: CD, descarga digital Track listing 1. "그저 그런 하루에게" 2. "Goodbye" 3. "Eternally" 4. "Lake" 5. "나란히"                                                               |                                | - KOR:         |

| Título          | Detalles | Posiciones máximas del gráfico | Ventas                   |
| Título          | Detalles | KOR                            | Ventas                   |
| --------------- | --- | ------------------------------ | ------------------------ |
| Part.1 Ever     | - Lanzamiento: 31 de agosto de 2017 - Disquera: Starship Entertainment - Formatos: CD, descarga digital Track listing 1. "Just U" 2. "Slower Than Ever" 3. "Miracle" 4. "Oh! My Angel" 5. "If You" 6. "Never Mind"                                                                             | 2                              | - KOR: 41 586            |
| Part.2 After    | - Lanzamiento: 24 de enero de 2018 - Disquera: Starship Entertainment - Formatos: CD, descarga digital Track listing 1. "Baby It's U" 2. "Toc, Toc!" 3. "Irony" 4. "No Better Than This" 5. "I Love You" 6. "Close Over"                                                                       | 3                              | - KOR: 30 850 - JPN: 271 |
| Another         | - Lanzamiento: 23 de julio de 2018 - Disquera: Starship Entertainment - Formatos: CD, descarga digital Track listing 1. "20 Something" 2. "Waterfall" 3. "Eye 2 Eye" 4. "La La" 5. "I Wonder" 6. "Shadows"                                                                                     | 5                              | - KOR: 23 707            |
| Plus Minus Zero | - Lanzamiento: 19 de marzo de 2019 - Disquera: Starship Entertainment - Formatos: CD, descarga digital Track listing 1. "Feeling" (feat. Penomeco) 2. "My sea" (나의 바다) 3. "The Song You Liked" (니가 좋아한 노래) 4. "The Distance Between Us" (너와 나의 거리) 5. "Going Home" 6. "White" | 3                              | - KOR: 20 388            |
| Day             | - Lanzamiento: 2 de octubre de 2019 - Disquera: Starship Entertainment - Formatos: CD, descarga digital Track listing 1. "When It Rains" (비가 온대 그날처럼) 2. "Day & Day" 3. "Lie Lie Lie" 4. "Love in Fall" (온도차) 5. "When You Call My Name" (내 이름을 부르면)                         | 5                              | - KOR: 17 999            |

### Individual
| Título                                              | Año  | Posiciones máximas del gráfico                                                                                 | Ventas         | Álbum   |
| Título                                              | Año  | KOR | Ventas         | Álbum   |
| --------------------------------------------------- | ---- | --- | -------------- | ------- |
| "Solo tu" (with Sik-K)                              | 2017 | 24 | - KOR: 152 216 | Siempre |
| "Bebé, eres tú"                                     | 2018 | rowspan="6" rowspan="" style="background-color:none;color:black; text-align:center; vertical-align:middle;" \| | Después        |         |
| "20 algo"                                           | 2018 | 99 | Otro           |         |
| "Sensación"                                         | 2019 | 183 | Más menos cero |         |
| "Cuando llamas mi nombre" </br> (내 이름 을 부르면) | 2019 | - | Día            |         |
| "Cuando llueve" (비가 온대 그날 처럼)               | 2019 | - | Día            |         |
| "Decir que sí"                                      | 2020 | - | 24             |         |

### Apariciones en bandas sonoras
| Título                                           | Año  | Posiciones máximas del gráfico | Ventas | Álbum                                                 |
| Título                                           | Año  | KOR                            | Ventas | Álbum                                                 |
| ------------------------------------------------ | ---- | ------------------------------ | ------ | ----------------------------------------------------- |
| "There's something" (뭔가 있어)                  | 2018 | -                              | -      | Wok of Love OST                                       |
| "It's you"                                       | 2018 | -                              | -      | ¿Qué le pasa a la secretaria Kim OST?                 |
| "Te lo dije" (이봐 이봐 이봐)                    | 2018 | -                              | -      | Donde las estrellas aterrizan OST                     |
| "Good Night"                                     | 2019 | -                              | -      | Un lugar en tu corazón OST                            |
| "Tú" (그대 였습니다)                             | 2019 | -                              | -      | Flower Crew: Joseon Marriage Agency OST               |
| "Dibujarte" (너를 그린다)                        | 2019 | -                              | -      | Extraordinario You OST                                |
| "Door" (간 떨어지는 동거)                        | 2021 | -                              | -      | Mi compañero de cuarto es un zorro de nueve colas OST |
| "My wonderous miracle" (네가 나의 기적인 것처럼) | 2021 | -                              | -      | La Manga Roja OST                                     |
| "Just watching you" ( 바라만 본다 )              | 2022 | -                              | -      | Alquimia de Almas OST                                 |
| "Blooming"                                       | 2023 | -                              | -      | La Pensión romántica Secreta OST                      |
| "Fall in love"                                   | 2023 | -                              | -      | King the Land OST                                     |
| "Symphony"                                       | 2023 | -                              | -      | El Interés del amor OST                               |
| "Memory"                                         | 2023 | -                              | -      | Echándote de menos OST                                |
| "As One In Your Painting"                        | 2025 | -                              | -      | Crushology 101 OST                                    |

### Colaboraciones
| Título                                                       | Año  | Posiciones máximas del gráfico | Ventas | Álbum   |
| Título                                                       | Año  | KOR                            | Ventas | Álbum   |
| ------------------------------------------------------------ | ---- | ------------------------------ | ------ | ------- |
| "Confesión" (Mind U with Jeong Sewoon and Yoo Seung woo)     | 2017 | -                              | -      | querido |
| "Día de Navidad" (크리스마스 데이) (Planeta nave estelar)    | 2017 | -                              | -      |         |
| "LO AMO VIVO" (YDPP (MXM, Jeong Sewoon, Lee Kwanghyun))      | 2018 | -                              | -      |         |
| "Tiempo de Navidad" (벌써 크리스마스) (Planeta nave estelar) | 2018 | -                              | -      |         |